# Due avvocati nel West
Due avvocati nel West (titolo originale Dundee and the Culhane) è una serie televisiva western statunitense, composta da 13 episodi e trasmessa dalla CBS nel 1967. In Italia fu trasmessa sul programma nazionale alla fine degli anni sessanta.
Gli interpreti erano John Mills e Sean Garrison, la regia fu di Robert Gist e Jeffrey Hayden. Le riprese vennero effettuate in Arizona.
La serie narra le storie di due avvocati, Dundee e Culhane, che difendono i loro clienti nel vecchio West americano. Il telefilm rappresentò il tentativo di combinare il genere western con il genere legale tipo Perry Mason, ma non ebbe grande successo.